# Снежана Јовановић Шикица
Снежана Јовановић (девојачки Васић; Београд, 17. новембар 1959), познатија као Шикица, српско-ромска је певачица. Певањем је почела да се бави са свега петнаест година, али је први албум снимила тек 1983. године. До данас је снимила девет албума. Њени највећи хитови су песме Шикица (Ала бих се шикицала), Заведе ме мајко момак лош, Колико се туге скупило у мени, Баксузе, баксузе и Кунем се у срећу девојачку. Поред покојне Виде Павловић и Злате Петровић, Снежана се сматра највећом певачицом ромске музике у Србији.

## Албуми
- 1982. Срце те је прогласило кривим (ПГП РТБ)
- 1990. Колико се туге скупило у мени (Југодиск, Београд)
- 1991. Дили Ромњи (Југодиск, Београд)
- 1992. Патка (Југодиск, Београд)
- 1994. Заведе ме момак лош (ЈВ продукција)
- 1995. Бадње вече (ЈВ продукција)
- 1997. Баксузе, баксузе (ЈВ продукција)
- 2000. Био си ми све (Лазаревић продукција)
- 2008. Ниси био ти за мене (АС продукција)
- 2012. Заводница (Сезам продукција)
- 2019. Заводница 2 (Сезам продукција)

## Фестивали
- 1983. Хит парада - Отишла бих да те нисам срела
- 2013. Лира, Београд, фестивал нове народне песме - Жалићемо, друга награда
- 2015. Лира, Београд - Сунце среће
- 2017. Лира, Београд - Реци ми
- 2018. Лира, Београд - Неутешна, трећа награда за интерпретацију
- 2019. Лира, Београд - Зар је тако тешко, прва награда за интерпретацију